# Менджиці
Менджиці (пол. Mędrzyce, нім. Mendritz) — село в Польщі, у гміні Свеці-над-Осою Ґрудзьондзького повіту Куявсько-Поморського воєводства.
Населення — 210 осіб (2011).
У 1975-1998 роках село належало до Торунського воєводства.

## Демографія
Демографічна структура станом на 31 березня 2011 року:
|          | Загалом | Допрацездатний вік | Працездатний вік | Постпрацездатний вік |
| -------- | ------- | ------------------ | ---------------- | -------------------- |
| Чоловіки | 113     | 27                 | 76               | 10                   |
| Жінки    | 97      | 23                 | 56               | 18                   |
| Разом    | 210     | 50                 | 132              | 28                   |